# Alexander Walzer
Alexander Walzer, oft nur Alex Walzer, (* 17. November 1969 in Heidelberg) ist ein deutscher Unternehmer.

## Leben
Walzer wuchs in Mannheim auf. Er besuchte dort die Schule, die er mit dem Hauptschulabschluss abschloss. Als Jugendlicher verkaufte Walzer auf Flohmärkten und übernahm Keller- und Wohnungsauflösungen. Von 1990 bis 1992 verkaufte Walzer im Kaufhaus seines Vaters Uhren an einer eigenen Verkaufstheke. In den Folgejahren verkaufte er unter anderem Goldschmuck, Geldbörsen, Lederwaren und diverse Aktionsartikel.
Mittlerweile ist Walzer Inhaber mehrerer eigener Ladenlokale. Häufig kaufte er Filialen auslaufender Kaufhaus-Ketten auf. In den übernommenen Objekten errichtete Walzer Discountmärkte und große Verkaufsflächen mit Billigartikeln und Aktionsware. 
Walzer ist seit der zweiten Hälfte der 1990er-Jahre mit Nicole Walzer verheiratet. Aktuell (Stand: 2020) ist er Geschäftsführer des „Ramba-Zamba-Markts“ in Bad Gandersheim. Der Markt gilt mit 4.000 m² als eines der größten Billigkaufhäuser Europas.

## Medienpräsenz
Einer breiten Öffentlichkeit bekannt wurde Alexander Walzer durch diverse Doku-Soaps und Reality-Formate. Er wird darin medienwirksam als Alex Walzer, der Ramschkönig bezeichnet. 
Nach Recherchen des Journalisten Stefan Niggemeier entstanden von 2003 bis 2008 über 130 Fernsehbeiträge über Walzer. Diese Beiträge wurden fernsehjournalistisch in verschiedenen Sendeformaten zusammengestellt und ausgestrahlt, teilweise als Reportage oder Magazin-Beitrag, schwerpunktmäßig jedoch in Form der Doku-Soap. Beiträge mit Walzer liefen in der Sat1-Pro7-Sendergruppe in den Sendeformaten Sat1-Frühstücksfernsehen, Sat1-Magazin, 24-Stunden-Reportage und Abenteuer Leben. Berichte gab es auch bei RTL und N24.
2009 erhielt Walzer mit der Sendung Der Ramschkönig – Alex Walzer und sein Billig-Reich seine eigene Fernsehshow. Die Doku-Show begleitete Walzer bei seiner täglichen Arbeit und im Privatleben: Markteröffnung, Schlussverkauf im alten Ramba-Zamba-Markt, Personalführung, Coaching und Unternehmensberatung, Umgang mit Ladendiebstahl und privat beim Urlaub auf Mallorca. Die Sendung erreichte im Durchschnitt nur mittelmäßige Zuschauerzahlen.
2009 war Walzer gemeinsam mit der Journalistin Barbara Eligmann und dem Modedesigner Michael Michalsky als Juror bei der Sendung Die beste Idee Deutschlands eingesetzt, in der Unternehmer mit Geschäftssinn und Verkaufstalent gesucht wurden.
Aufgrund der Medienaufmerksamkeit boten verschiedene Reisebüros Bustouren und Kaffeefahrten nach Bad Gandersheim zum „Ramba-Zamba-Markt“ an.